# Nemognatha nigripennis
Nemognatha nigripennis är en skalbaggsart som beskrevs av Leconte 1853. Nemognatha nigripennis ingår i släktet Nemognatha och familjen oljebaggar. Inga underarter finns listade i Catalogue of Life.